# The Road to Guantanamo
The Road to Guantanamo (bra Caminho para Guantánamo; prt A Caminho de Guantánamo) é um documentário britânico de 2006, dirigido por Michael Winterbottom, sobre três jovens britânicos de ascendência paquistanesa presos no Afeganistão em 2001.
O filme foi premiado com o Urso de Prata na categoria melhor diretor no Festival de Berlim de 2006.[carece de fontes?]

## Sinopse
Ruhel, Shafic e Asif viajam para um casamento no Afeganistão em setembro de 2001. Encorajados pelo imã de uma mesquita de Karachi, atravesam a fronteira para ajudar alguns afegãos mais necessitados no dia em que os Estados Unidos começaram a bombardear o Afeganistão.
De Cabul, tentam regressar ao Paquistão mas o ônibus que apanham os deixa em Kunduz, um dos últimos redutos dos talibãs. Ao tentarem fugir, são capturados por membros da Aliança do Norte e entregues aos americanos em Candaar. Posteriormente, são enviados, sem qualquer acusação formalizada contra eles, para a base militar na Baía de Guantánamo, onde são submetidos a diversas torturas, até que, após o transcurso de dois anos, o serviço secreto britânico consegue provar a sua inocência.